# Spider Baby
Spider Baby (La historia más espeluznante jamás contada en Hispanoamérica) es una película estadounidense de 1964 escrita y dirigida por el cineasta de culto Jack Hill y protagonizada por Lon Chaney Jr. y Quinn K. Redeker. Rodada de agosto a septiembre de 1964, la bancarrota de la compañía Lasky-Monka hizo que permaneciera aparcada durante 4 años hasta que fue lanzada de manera oficial el 24 de diciembre en todos los autocines de Estados Unidos por American General Pictures.

## Argumento
El síndrome de Merrye es una extraña afección genética exclusiva de la familia Merrye que surgió a partir de la endogamia en un hombre llamado Ebeneezer Merrye, y cuyos afectados presentan una regresión infantil. Esta empieza a desarrollarse a los diez años de edad y se manifiesta conforme va creciendo el paciente, por lo que con el paso de los años el individuo retrocede en la escala hasta mostrar un comportamiento salvaje y caníbal.
Un cartero con un mensaje de aviso llega a la residencia rural de los Myers pero es asesinado por una mujer llamada Virginia, que más tarde es regañada por Elizabeth, su hermana mayor. Bruno, el mayordomo y protector Elizabeth y Virginia, ha perdido el control de ellas se impacta al ver el cuerpo del mensajero tras su regreso por la medicina de Ralph, el hermano menor de las chicas y el más afectado por el síndrome debido a que se comporta como un animal salvaje, por lo que siempre ha tenido que reprender a Elizabeth y Virginia por "hacer cosas que están mal". Después de regañarlas, Bruno y Raph descubren el aviso del cartero, que es una carta de Peter y Emily Myers, los primos lejanos de Elizabeth, Virginia y Ralph que exigen ser los tutores legales de "los niños" así como también revelan ser los últimos herederos vivos y estables de salud pero sobre todo son los sobrinos de Titus, el fallecido padre de Elizabeth, Virginia y Ralph, por lo que Bruno toma medidas drásticas para ocultar las fechorías de los hermanos.
Mientras Virginia y Elizabeth limpian la casa, Ralph y Bruno se dedican a esconder las evidencias del cartero con el tío Ned, la tía Clara y la tía Martha que viven de igual forma en la casa para después ir por Ann y el abogado Schlocker para llevarlos a la casa y hablar sobre la herencia de los primos. Al mismo tiempo Emily y Peter llegan a la propiedad y Emily se impresiona por lo hermosa que luce la casa por fuera pero se aterroriza al ver a Ralph en el pórtico. En el camino de regreso a casa, debido al amenazante comportamiento de Schlocker, Bruno descubre las verdaderas intenciones del abogado: quedarse con la fortuna. El mayordomo al fin llega a la propiedad  y les advierte de que los niños no están acostumbrados al trato con extraños, pero Emily enseguida se rehace y solo quiere ver la mansión.
Durante la presentación con sus primos, Peter es el único que se muestra amistoso con ellos mientras que Schlocker se muestra imponente con Bruno justificando de que a su edad no esta capacitado para cuidar personas con este tipo de padecimiento, a lo que Bruno responde que no es nada grave porque lo único que padecen es de lento aprendizaje, argumentando que generaciones atrás muchos parientes de la familia Merrye padecieron de igual forma y que los tres hermanos serán la última generación y para presionar más, el abogado insiste en quedarse en la casa junto con Emily después de cenar.
Ralph y Virginia se dedican a preparar la cena, en sí un gato y setas del jardín para la cena: justo cuando ya está servida Bruno les dice que es conejo asado en su punto y champiñones recogidos en el patio, pero todos se impactan por lo extraña que se ve la comida; a pesar de todo Emily y Schlocker insisten en quedarse en la casa mientras que la química surgida entre Peter y Ann tras hablar de las películas de monstruos decidan pasar la noche en un motel. Al levantar la mesa Schlocker aplasta una araña, lo que provoca el enojo de Virginia y despierta tanta desconfianza que las hermanas planean deshacerse de ellos.
Emily esta en la habitación probándose ropa y Schlocker está fisgando por la mansión cuando es sorprendido por unas manos que salen del suelo y por las hermanas, que deciden matarlo. Bruno descubre lo que acaban de hacer y regaña a las chicas, reflexionando que "esto debe terminar ya" argumentando que saldrá por una sorpresa para ellas, cuando Bruno sale con su auto, Emily descubre que Ralph la esta espiando, por lo que sale horrorizada corriendo hacia el patio, las hermanas la escuchan y van a matarla pero Emily llega a esconderse, evitándolas pero es sorprendida y ultrajada por Ralph.
Ann y Peter no encuentran ninguna habitación libre en todos los moteles que recorren por lo que deciden regresar a la casa, las hermanas se dan cuenta de esto y deciden no matar a Peter porque es el único que se ha portado bien con todos, cuando Ann entra a una habitación es atrapada por Ralph y Elizabeth, revelando que le gusta hacer daño a la gente y que no importa lo que diga Bruno lo va seguir haciendo, mientras tanto el mayordomo se cuela en una zona en construcción y roba dinamita, mientras Virginia atrapa a Peter jugando "el juego de la araña" y cuando esta a punto de matarlo es interrumpida por Elizabeth porque Ralph no ha querido soltar a Ane, en un intento de tratar de quitársela planean mejor cortarle las piernas para que no se vaya, por lo que Peter escucha a Ane y planea liberarse, Bruno al fin llega a la casa y saca la dinamita con los fósforos mientras que Emily regresa a la casa y ataca a Ralph pero la prima es arrastrada por los tíos del sótano, matándola. Bruno entra y le dice a las niñas que tiene su sorpresa, mientras Bruno enciende la dinamita Peter se logra liberar y salva a Ann llevándosela lejos y la explosión mata a todos los miembros de la familia incluyendo a los tíos Ned, Clara y Martha, que eran los más afectados por el síndrome.
Quince años después se revela que Peter heredó la fortuna al ser el único miembro sobreviviente de la familia Merrye: se casó con Ann y han tenido una hija, Jessica. Al final, Jessica sale a jugar fuera y le sonríe siniestramente a una araña de jardín.

## Reparto
- Lon Chaney Jr. como Bruno, el mayordomo y devoto protector de los hermanos Elizabeth, Virginia y Ralph, quien prometió al padre de los niños cuidarlos y guardar el secreto del trastorno justificándolo como lento aprendizaje, quien a la vez ha perdido el control total de ellos.
- Carol Ohmart como Emily Howe/Merrye, la codiciosa hermana mayor de Peter que quiere la fortuna y la casa del tío Titus (el padre de los hermanos) pero planea enviar a los tres hermanos a un centro de rehabilitación y quedarse con toda la fortuna.
- Quinn K. Redeker como Peter Howe/Merrye, un psicólogo profesional que intenta apoyar a su hermana en la herencia de la fortuna y la casa, pero a diferencia de Emily sus intenciones son buenas ya que pretende cuidar a sus primos debido a las condiciones en la que Bruno los cuida.
- Beverly Washburn como Elizabeth Merrye, la hermana mayor de los hermanos que intenta ser la figura materna en el hogar pero es cómplice de las atrocidades y fechorías de Virginia.
- Jill Banner como Virginia Merrye, la hermana mediana que se auto nombra como Spider Baby, la más peligrosa de los tres hermanos porque siente está obsesionada las arañas y asesina a los extraños que entran a la casa en el curso de un sádico juego llamado "la araña".
- Sid Haig como Ralph Merrye, el hermano menor del grupo, no puede hablar y su comportamiento recuerda al de animal salvaje, quien intenta mantener una postura de alguien civilizado cuando hay visitas tratando de ser educado y siente una gran atracción hacia Ann y Emily.
- Mary Mitchel como Ann Morris, la colega de Schlocker quien se enamora de Peter al momento que se conocieron.
- Karl Schanzer como Schlocker, un tramposo abogado contratado por Emily para poder quedarse con la casa
- Mantan Moreland como el mensajero, personaje inicial de la película que lleva la carta a los Merrye avisando de las visitas de los tíos Peter y Emily.

## Producción
La película se rodó en la casa victoriana Smith Estate, ubicada en Los Ángeles bajo el título de The Liver Eaters y costó 65 mil dólares, durante doce días en los meses de agosto y septiembre del año de 1964 para un estreno preliminar en Halloween del mismo año, pero este se suspendió debido a la bancarrota de la compañía Lasky-Monka quien sería la responsable de lanzar la película bajo el título de The Maddest Story Ever Told. Eso hizo que Jack Hill comprase los derechos de su película a Lasky-Monka y llevó el film con la compañía distribuidora American General Pictures, que la lanzó el 24 de diciembre de 1968, aunque anteriormente la película tuvo un estreno previo el 24 de diciembre de 1967 en Corpus Christi, Texas, bajo el título de Attack of the Liver Eaters y el 18 de enero de 1968 bajo el título de Cannibal Orgy, mucho antes de su estreno a nivel nacional.

## Lanzamiento
Después de su estreno oficial en cines, la película no fue distribuida en formato doméstico ante la reacción negativa del público y se quedó escondida por la compañía hasta su bancarrota en 1981, se sabía que en los años ochenta existían escasas copias en Estados Unidos: era casi imposible de conseguir, y además American General Pictures no quería distribuirla. No fue hasta 1999 cuando el director Jack Hill encontró el negativo original y lo transfirió al formato original para así poder distribuirla en LaserDisc bajo su nombre como autoría: hoy en día puede verse en su versión exhibida en cines en internet.
En el año 2007 se lanzó en DVD la "versión del director" (director's cut) bajo la compañía Dark Sky Films, que dura 84 minutos e incluye una escena nunca antes vista en los cines en la que Bruno revela más detalles sobre la familia Merrye y como Schlocker revela sus intenciones para quedarse con la propiedad Merrye, más tarde en 2015 Arrow Films lanzó la versión de 2007 en Blu-Ray.

## Legado
Gracias a internet, la película ganó reconocimiento de culto a inicios de los años 2000, hasta el extremo de que en Halloween de 2004 fue repuesta en los cines ganando más aceptación y reconocimiento por parte del público y de la crítica, y en 2006 originó un musical estrenado en Brooklyn.
También inspiró a Tobe Hooper, Rob Zombie y Wes Craven para sus respectivas películas: La Matanza de Texas, La casa de los 1000 cadáveres y The Hills Have Eyes. Rob Zombie declaró que Spider Baby fue una gran influencia para su película House of 1000 Corpses y, sobre todo, que es una de sus películas favoritas de todos los tiempos.

## Remake y posible secuela
En 2007 se intentó realizar un remake de la película escrito y producido por Tony DiDidio (The Toolbox Murders 1978) quien eligió a Jack Hill como coproductor y asesor del proyecto. Jeff Broadstreet (Night of the Living Dead 3D) fue elegido como director de la película y mantuvo en conversaciones con Sid Haig para interpretar el rol de Bruno. Jack Hill apoyo el proyecto y le dio su bendición, a la vez que Tony dijo: «Será una película espeluznante, oscura divertida y aterradora» y sobre todo mencionó que la película tendría un presupuesto de 3 a 5 millones de dólares. El proyecto se olvidó debido a las respuestas negativas de la noticia, por lo que la adaptación nunca se realizó.

### Remake de Spider Baby, or the Maddest Story Ever Told (2023)
El director de cine independiente Dustin Ferguson (conocido por su trabajo en Mega Ape y Hell of the Screaming Undead) al lado de Bobby Canipe Jr. se unieron para dirigir la adaptación de Spider Baby bajo la distribuidora Sol Cinema para su previo estreno en otoño del presente año de 2023, cuyo tráiler fue lanzada el lunes 12 de junio de 2023. El elenco está conformado por Ron Chaney, Brinke Stevens, Peter Stickles, Robert Allen Mukes y por Beverly Washburn que repetirá su papel de Elizabeth Merrye.
La adaptación nos contará una historia distinta al de la película original. La sinopsis oficial menciona que un par de parientes codiciosos intentan recuperar la propiedad de Merrye, pero los Hijos endogámicos protegerán su hogar y su linaje a toda costa.

### Posible secuela
Jack Hill declaró en 2007, que había ideado una secuela espiritual llamada Vampire Orgy, y trataría de una división secreta de Seguridad Nacional y el protagonista, un vampiro babilonio de 4000 años de edad que ha sido enviado a destruir los Estados Unidos, infectando a todo el mundo y estaría ambientada en la actualidad y contaría con personalidades similares a las que vimos en Spider baby, pero dijo que esa idea solo estará en papel y nunca podrá sobresalir.
Más tarde, Jack Hill mencionó que el título para una secuela oficial sería Spider Baby 2: SQUIRM (Juego de palabras, de la interpretación del sonido de las arañas con el acrónimo Special Quest of the Intersection of Resurrected Monsters) y sería una continuación directa de Spider baby en la que Peter y Ann contarían cómo sobrevivieron a su luna de miel en una ciudad infestada por otros consanguíneos de la familia Merrye. El guion de la película fue escrito directamente para continuar con la historia de los personajes originales. Hill no piensa dirigirla, pero está dispuesto a vender el guion para quien quiera tomar el rumbo de la secuela.